# Reprezentacja Śląska w piłce nożnej mężczyzn
Reprezentacja Śląska w piłce nożnej – nieformalna drużyna piłkarska, w której skład wchodzą wyłącznie zawodnicy grający na co dzień w górnośląskich klubach piłkarskich. Nie jest zrzeszona w FIFA oraz UEFA, w związku z czym nie ma prawa do udziału w oficjalnych turniejach międzynarodowych, a także nie rozgrywa oficjalnych meczów międzypaństwowych. Barwy drużyny to żółto-niebieskie.

## Historia
Historia piłkarskiej reprezentacji Górnego Śląska sięga początku lat międzywojennych. Pierwszy mecz miał miejsce 18 czerwca 1920 roku w Lipinach – w ramach propagowania polskości na ziemiach śląskich – został rozegrany pierwszy mecz zawodników wywodzących się z tego regionu przeciwko Czarnym Lwów – czołowemu wówczas polskiemu klubowi piłkarskiemu, którzy wygrali mecz aż 8:3. W 1933 roku powstała liga Śląska, której zwycięzca otrzymywał tytuł mistrza Śląska i brał udział w eliminacjach do Ligi Państwowej.
Przez lata kadra Śląska grała z takimi drużynami jak m.in.: reprezentacje miast: Krakowa (1999) czy Bratysławy (1962); klubami np. Wolverhampton Wanderers (1938), Dynamo Kijów (1980), czy reprezentacjami narodowymi, m.in. z reprezentacją Tanzanii (1974).
Obecnie reprezentacja Śląska regularnie rozgrywa mecze, głównie z klubami piłkarskimi.

## Mecze Górnego Śląska i Opolskiego Śląska
W latach 20. i 30. XX wieku rozgrywano mecze pomiędzy reprezentacjami Górnego Śląska i Opolskiego Śląska (niemiecką częścią Górnego Śląska – rejencją opolską). Mecze te budziły tak gigantyczne emocje, że niemiecka prasa nazywała je „kleine Länderspiele”, co można rozumieć jako małe mecze międzypaństwowe. Pierwszy mecz obu drużyn miał miejsce 12 grudnia 1924 roku na boisku FC Kattowitz w Katowicach. W 1933 roku w wyniku napiętych stosunków dyplomatycznych mecze nie były rozgrywane. 18 marca 1934 roku mecz na Hindenburg Kamfbahn w Beuthen (obecny stadion Polonii Bytom) zbiegł się z unormowaniem stosunków niemiecko-polskich. Polscy działacze na wieść o ściągnięciu przez niemieckich działaczy na ten mecz najlepszych zawodników z Breslau (dawna nazwa Wrocławia), starali się o przełożenie ligowego meczu Warta Poznań – Ruch Hajduki Wielkie, w celu skorzystania z zawodników Niebieskich, jednak PZPN nie wyraził na to zgody. Tuż przed meczem, po wyjściu drużyn na boisko i powitaniu przez Sportführera Flörera hitlerowska kapela odegrała hymny, które publiczność odsłuchała na stojąco. Organizatorzy wprowadzili ulgi tramwajowe dla kibiców jadących na ten mecz przez powstałą 12 lat wcześniej granicę. 16 września 1934 roku na Stadionie Policyjnego KS-u (nieistniejące już boisko przy ulicy Moniuszki w Katowicach), podczas meczu zakończonego wygraną reprezentacji Opolskiego Śląska 0:2, po raz pierwszy publicznie zagrano hitlerowski człon hymnu Niemiec, tzw. „Horst Wessel Lied” (obowiązkowy od 1933 roku). 24 marca 1935 roku mecz został rozegrany na wybudowanym kilka miesięcy wcześniej Adolf Hitler Kampfbahn w Hindenburgu i zakończył się on remisem 3:3, a hat tricka dla reprezentacji Górnego Śląska zdobył Ernest Wilimowski (pierwszą zdobył po dalekim strzale, drugą po szybkiej zespołowej akcji, trzecia po główce z podania Teodora Peterka).
1 września 1935 roku na Stadionie Pogoni Katowice w Katowicach reprezentacja Górnego Śląska pod wodzą selekcjonera Feliksa Dyrdy wygrała z reprezentacją Opolskiego Śląska 9:1, a najlepszym zawodnikiem tego meczu był Edmund Giemsa – hat-tricka. Jedynego gola w tym meczu dla reprezentacji Opolskiego Śląska zdobył Reinhard Schaletzki. W drugiej połowie najlepszy zawodnik reprezentacji Opolskiego Śląska – Richard Malik został przesunięty z ataku do pomocy, w celu uporządkowania gry, lecz nie był on w stanie sprostać wszystkim zadaniom. Słabo zagrał reprezentant na akademicką olimpiadę – bramkarz Zaborze Bonk z FC Kattowitz. Prasa relacjonowała, że „Niemcy grali systemem WM, polski zespół grał bez specjalnego systemu, ale natomiast szybko i żywiołowo”.
1 marca 1936 roku na Hindenburg Kampfbahn w Beuthen, w wygranym 3:1 meczu przez reprezentację Górnego Śląska, w reprezentacji Opolskiego Śląska na bramce stanął Kurpank. Zawodnicy reprezentacji Opolskiego Śląska nie mogąc pogodzić się z porażką grali brutalnie, w drugiej połowie Hubert Gad i Teodor Peterek zostali zniesieni z boiska (choć później wrócili na boisko). Z powodu meczów ligowych oraz reprezentacji Polski trudno było o wolny termin, zatem następny mecz obu reprezentacji odbył się w święta – 26 grudnia 1937 roku na Hindenburg Kamfbahn w Beuthen. Reprezentacja Górnego Śląska wygrała ten mecz 4:2, mimo sześciokrotnych strzałów w słupek bramki przeciwnika.
Ostatni mecz obu drużyn miał miejsce 8 stycznia 1939 roku na Hindenburg Kamfbahn w Beuthen, w którym obie drużyny wystawiły swoich najlepszych zawodników, w tym reprezentantów III Rzeszy i Polski. W reprezentacji Górnego Śląska wystąpili m.in.: Ernest Wilimowski, Jerzy Wostal, Teodor Peterek, Gerard Wodarz, Ryszard Piec, Ewald Dytko, Leonard Piątek oraz Edmund Giemsa. W reprezentacji Opolskiego Śląska wystąpili m.in.: bramkarz Otto Mettke, Richard Kubus, Wilhelm Koppa, Florian Bismor, Adolf Obstoj (zdobywca 1 gola) oraz Hubert Renk (zdobywca 2 goli). W 79. minucie grająca w osłabieniu reprezentacja Opolskiego Śląska (kontuzja Grzesika) zdobyła piątego gola, ustalając wynik na 5:3 na swoją korzyść. Gole dla reprezentacji Górnego Śląska zdobyli: Leonard Piątek oraz 2 gole Jerzy Wostal.
Łącznie obie drużyny rozegrały między sobą 20 meczów (9 wygranych reprezentacji Górnego Śląska, 4 remisy, 7 wygranych reprezentacji Opolskiego Śląska). Bilans goli to 44:37 dla reprezentacji Górnego Śląska. 

## Mecze z reprezentacją Polski
Reprezentacja Śląska grała sześciokrotnie z reprezentacją Polski. Pierwszy mecz obu drużyn miał miejsce 30 października 1932 roku w Katowicach i zakończył się wygraną Biało-Czerwonych 0:1. Drugi mecz rozegrano 4 października 1933 roku na Stadionie Policyjnego KS-u w Katowicach, na który selekcjoner reprezentacji Górnego Śląska – Alojzy Budniok oparł swój skład głównie na najlepszy zespół z Górnego Śląska w tamtym okresie – Ruchu Hajduki Wielkie. Powołał 18 zawodników z 9 klubów. Okazało się, że z różnych powodów nie pojawili się w Katowicach trzej powołani zawodnicy Biało-Czerwonych, selekcjoner polskiej drużyny – Józef Kałuża zdecydował, że brakujących graczy zastąpi trzema najlepszymi zawodnikami reprezentacji Śląska – Karolem Dziwiszem, Edmundem Giemsą i Gerardem Wodarzem. Po 15 minutach Biało-Czerwoni objęli prowadzenie po golu Józefa Nawrota, a reprezentacja Śląska 3 minuty później wyrównała po golu Stefana Pytla – napastnika Czarnych Chropaczów. Po przerwie goście zdobyli zwycięskiego gola. W reprezentacji Górnego Śląska zagrał wówczas 17-letni Ernest Wilimowski – napastnik FC Katowice. Trzeci mecz rozegrano 28 marca 1937 roku w Katowicach o Puchar wojewody śląskiego doktora Grażyńskiego. Biało-Czerwoni zagrali tydzień po wygranej w wyjazdowym meczu z reprezentacją Paryża 5:1, i opromienieni tym sukcesem nie wykazywali dużego zaangażowania w grę. Mecz miał wyrównany charakter, aczkolwiek stał na słabym poziomie. Czwarty mecz obu reprezentacji miał miejsce 26 kwietnia na Stadionie Ruchu Chorzów w Chorzowie. W drugiej drużynie Biało-Czerwonych grało kilku zawodników z górnośląskich klubów: Henryk Alszer, Hubert Banisz, Henryk Bartyla, Oskar Brajter, Gerard Cieślik, Alfred Narloch i Edward Szymkowiak. Mecz zakończył się wygraną Biało-Czerwonych 3:2. Piąty mecz obu drużyn miał miejsce 13 września 1953 roku o godzinie 15:30 na Stadionie Polonii Bytom w Bytomiu. Mecz zakończył się remisem 3:3, a gole dla reprezentacji Górnego Śląska zdobyli: dwa gole Lucjan Brychczy – ówczesny zawodnik Motoru Łabędy oraz Tadeusz Stawowy. Ostatni dotąd mecz obu drużyn miał miejsce 9 grudnia 2006 roku o godzinie 12:00 na Stadionie Śląskim w Chorzowie. Był to mecz charytatywny, z którego całkowity dochód został przeznaczony dla rodzin górników, którzy zginęli w katastrofie w kopalni „Halemba”. Selekcjonerem reprezentacji Śląska był Antoni Piechniczek. Reprezentacja Śląska objęła prowadzenie w 11. minucie po golu Adama Kompały. Jednak Biało-Czerwoni wyrównali w 57. minucie po golu Łukasza Garguły. Mecz zakończył się remisem 1:1.
| Lp. | Data       | Miasto                                | Przeciwnik | Wynik     | Widzów      | Strzelcy dla Górnego Śląska          |
| --- | ---------- | ------------------------------------- | ---------- | --------- | ----------- | ------------------------------------ |
| 1.  | 30.10.1932 | Katowice                              | Polska     | 0:1 (0:0) | Brak danych |                                      |
| 2.  | 04.10.1933 | Stadion Policyjnego KS-u w Katowicach | Polska     | 1:2 (1:1) | 5 000       | Stefan Pytel                         |
| 3.  | 28.03.1937 | Katowice                              | Polska     | 2:3 (1:2) | 5 000       | Hubert Gad, Ryszard Piec             |
| 4.  | 26.04.1953 | Stadion Ruchu Chorzów, Chorzów        | Polska     | 2:3 (1:1) | 12 000      | Więcek, Ewald Wiśniowski             |
| 5.  | 13.09.1953 | Stadion Polonii Bytom, Bytom          | Polska B   | 3:3 (2:1) | 3 000       | Lucjan Brychczy (2), Tadeusz Stawowy |
| 6.  | 09.12.2006 | Stadion Ruchu, Chorzów                | Polska     | 1:1 (1:0) | 5 000       | Adam Kompała (11. minuta)            |

## Mecze z innymi reprezentacjami
Reprezentacja Śląska rozgrywała również mecze międzynarodowe. 9 czerwca 1937 roku na Stadion Ruchu Hajduki Wielkie w Hajdukach Wielkich grała z reprezentacja Kraju Basków, której największą gwiazdą był Isidro Lángara – król strzelców ligi argentyńskiej, hiszpańskiej, meksykańskiej i portugalskiej. Mecz zakończył się wygraną reprezentacji Kraju Basków 3:4, a gole dla reprezentacji Górnego Śląska zdobyli Ernest Wilimowski oraz 2 gole Jerzy Wostal. 24 sierpnia 1952 roku na Stadionie Śląskim w Chorzowie, reprezentacja Górnego Śląska wygrała 5:1 z reprezentacją Pekinu (potoczna nazwa reprezentacji Chin), a gole dla reprezentacji Górnego Śląska zdobyli: dwa Gerard Cieślik oraz hat tricka Kazimierz Trampisz. 22 lipca 1974 roku, z okazji święta państwowego, na Stadionie Śląskim w Chorzowie, reprezentacja Górnego Śląska rozegrała mecz z reprezentacją Tanzanii, który zakończył się wygraną Górnoślązaków 7:1, dla których gole zdobyli: Ryszard Błachut, hat tricka Joachim Marx, Jerzy Radecki oraz dwa gole Henryk Zdebel.
| Lp. | Data       | Miasto                                         | Przeciwnik  | Wynik     | Widzów              | Strzelcy dla Górnego Śląska                                         |
| --- | ---------- | ---------------------------------------------- | ----------- | --------- | ------------------- | ------------------------------------------------------------------- |
| 1.  | 09.06.1937 | Stadion Ruchu Hajduki Wielkie, Hajduki Wielkie | Kraj Basków | 3:4 (3:2) | Brak danych         | Ernest Wilimowski, Jerzy Wostal (2)                                 |
| 2.  | 16.06.1946 | Chorzów                                        | Armia Renu  | 3:2 (3:1) | Brak danych         | Bąk, Gerard Cieślik, Stefan Pytel                                   |
| 3.  | 20.04.1948 | Stadion AKS-u na Górze Redena, Chorzów         | Praga       | 2:1 (2:1) | Kilkanaście tysięcy | Henryk Alszer, Stefan Pytel                                         |
| 4.  | 24.08.1952 | Stadion Śląski, Chorzów                        | Pekin       | 5:1 (4:1) | 15 000              | Gerard Cieślik (2), Kazimierz Trampisz (3)                          |
| 5.  | 22.07.1974 | Stadion Śląski, Chorzów                        | Tanzania    | 7:2 (4:1) | Brak danych         | Ryszard Błachut, Joachim Marx (3), Jerzy Radecki, Henryk Zdebel (2) |

- Uwaga! Lista może nie być pełna.

## Mecze w Szkocji
Jesienią 1946 roku, reprezentacja Górnego Śląska pod nazwą Silesian Team (wzmocniona zawodnikami klubów Wisły Kraków, Cracovii, Garbarnii Kraków oraz Tarnovii Tarnów) w okresie 14–23 października 1946 roku, rozegrała cztery mecze z szkockimi i angielskim klubem. Bilans meczów: 3 zwycięstwa, 1 porażka, a bilans goli to 7:5 dla Silesian Team.
| Lp. | Data       | Miasto                   | Przeciwnik      | Wynik     | Widzów      | Strzelcy dla Górnego Śląska               |
| --- | ---------- | ------------------------ | --------------- | --------- | ----------- | ----------------------------------------- |
| 1.  | 14.10.1946 | Dens Park, Dundee        | Dundee United   | 0:2 (0:1) | Brak danych |                                           |
| 2.  | 16.10.1946 | Cappielow Park, Greenock | Greenock Morton | 3:1 (3:0) | Brak danych | Gerard Cieślik (2), Stanisław Różankowski |
| 3.  | 19.10.1946 | Somerset Park, Ayr       | Ayr United      | 2:1 (1:1) | Brak danych | Gerard Cieślik, Mieczysław Gracz          |
| 4.  | 23.10.1946 | Hampden Park, Glasgow    | Queen's Park    | 2:1 (1:1) | Brak danych | Edmund Nowak (2)                          |

- Uwaga! Lista może nie być pełna.